# Шеинская (Холмогорский район)
Шеинская — деревня в Холмогорском районе Архангельской области.

## География
Находится в центральной части Архангельской области на расстоянии приблизительно 7 км на север-северо-восток по прямой от административного центра района села Холмогоры на северо-восточном берегу острова Ухтостров в нижнем течении реки Северная Двина.

## История
Ранее деревня учитывалась и как деревня с современным названием, и как часть Троицкого погоста (восточная часть деревни). Троицкий погост был известен еще в XV веке, представляет собой одно из древнейших русских поселений на Северной Двине. В 1678 году здесь (деревня Шеиновская) было учтено 19 жителей мужского пола. В 1859 году здесь (тогда Троицкий погост Холмогорского уезда Архангельской губернии) было учтено 14 дворов. До 2022 года входила в Ухтостровское сельское поселение до его упразднения.

## Достопримечательности
Храмовый комплекс Троицкого погоста, среди которого особую известность имела Троицкая церковь (утрачена). Сохранилась в частично разрушенном виде Варваринская церковь постройки конца XVII-начала XVIII века.

## Население
Численность населения: 43 человека (1859 год), 17 (русские 100 %) в 2002 году, 11 в 2010.